# Tangara loriot
Chrysothlypis chrysomelas
Espèce
Synonymes
- Chrysothlypis chrysomelaena

Statut de conservation UICN

 LC  : Préoccupation mineure
Le Tangara loriot (Chrysothlypis chrysomelas) est une espèce de passereaux appartenant à la famille des Thraupidae.